# Aujourd'hui
Aujourd'hui è un film del 2012 diretto da Alain Gomis.
La pellicola è stata presentata al Festival di Berlino 2012.

## Trama
Oggi è l'ultimo giorno della sua vita. Satché ne è certo, anche se è in piena salute, ed è pronto ad accettare la sua morte imminente. Camminando per le strade della sua città natale, in Senegal, si confronta con luoghi e persone del suo passato come se li stesse vedendo per la prima volta: la casa dei genitori, il suo primo amore, gli amici d'infanzia, la moglie e i figli. Ancora una volta sente lo stesso rimprovero: perché non è rimasto in America, dove avrebbe avuto un futuro?